# جون إل. مارتن
جون إل. مارتن (بالإنجليزية: John L. Martin)‏ هو سياسي أمريكي، ولد في 5 يونيو 1941 في أيغل ليك في الولايات المتحدة. حزبياً، نشط في الحزب الديمقراطي. وقد انتخب عضو مجلس ولاية مين.